# Казакевич, Дайнис
Да́йнис Казаке́вич (латыш. Dainis Kazakevičs; 30 марта 1981, Бауска) — латвийский тренер по футболу, бывший главный тренер сборной Латвии.

## Карьера
С 1990 по 1998 год играл за ДЮСШ Елгавы в различных возрастных группах юношеского чемпионата Латвии. В 1995 году играл за команду «Диалог» в Первой лиге. В дальнейшем на профессиональном уровне в футбол не играл.
Тренерскую карьеру начал в 1995 года в качестве помощника тренера в клубе «Виола/2-я средняя школа».
В 2001 году возглавил команду «Виолы», которая выступала во Второй лиге. В 2003 году клуб участвовал в Первой лиге.
В 2004 году «Виола» и РАФ объединились, образовав клуб «Елгава». Казакевич возглавил новый клуб. Под его руководством клуб в 2009 году победил в Первой лиге и вышел в Высшую лигу. В мае 2010 года клуб стал обладателем Кубка Латвии.
Возглавлял «Елгаву» до окончания сезона 2012 года. 3 декабря 2012 года был утверждён спортивным директором ЛФФ.
С июля 2013 года по 2020 год являлся главным тренером молодёжной сборной Латвии (до 21 года). Также в этот период был тренером сборной Латвии (до 23 лет) — команды, созданной для проверки молодёжного резерва главной сборной, проводящей только товарищеские матчи. 
20 января 2020 года был утверждён главным тренером национальной сборной Латвии. Соглашение со специалистом заключено на 3 года.
7 декабря 2023 года был освобождён от занимаемой должности.
12 декабря 2024 года возглавил литовский «Шяуляй».

## Достижения
- Обладатель Кубка Латвии: 2009/10
- Победитель Первой лиги Латвии: 2009